# Carl Sternberg
Carl Sternberg (ur. 20 listopada 1872, zm. 15 sierpnia 1935) – austriacki lekarz, patolog. Od jego i amerykańskiej pediatry Dorothy Reed Mendenhall nazwiska pochodzi nazwa komórek Reed-Sternberga.
Jego rodzicami byli David i Jeanette Sternberg (z domu Strisower). Studiował medycynę na Uniwersytecie Wiedeńskim, tam również w 1896 r. otrzymał tytuł doktora medycyny. Ukończył specjalizacje z interny w wiedeńskim szpitalu Allgemeines Krankenhaus der Stadt Wien. Został asystentem patologa i bakteriologa Richarda Paltaufa. W 1902 r. habilitował się z patomorfologii. W latach 1906–1920 był prosektorem Morawskiego Szpitala Państwowego w Brnie i honorowym wykładowcą mykologii na Niemieckim Uniwersytecie Technicznym w Brnie (Deutsche Technische Hochschule Brünn). W trakcie I wojny światowej został lekarzem wojskowym w austriackiej armii. Po wojnie powrócił do pracy dydaktycznej. W 1920 roku Sternberg został prosektorem w wiedeńskich szpitalach Erzherzog-Rainer-Spitals oraz Wiedner Spital. Ponadto powierzono mu kierowanie Instytutem Patologii i Anatomii przy Wiedeńskiej Poliklinice Generalnej, gdzie pracował aż do śmierci. Sekretarz wiedeńskiego towarzystwa medycznego (Gesellschaft der Ärzte in Wien). Głównymi tematami jego zainteresowań naukowych była gruźlica człowieka oraz białaczka.